# Sandra (chanteuse)
Pour les articles homonymes, voir Sandra.
Sandra, née Sandra Ann Lauer le 18 mai 1962 à Sarrebruck, dans la Sarre, est une chanteuse pop germano-française.
Elle a également été connue sous le nom de Sandra Cretu.
Membre du groupe disco Arabesque de 1978 à 1984, elle entame ensuite une carrière solo aux côtés de Michael Cretu, musicien allemand d'origine roumaine. Celui-ci lui compose un morceau new wave, (I'll Never Be) Maria Magdalena, qui fait référence à Marlène Dietrich, dont c'est le prénom, et qui deviendra un succès international en 1985 lui assurant une grande notoriété.
Sandra fait partie des artistes culte des années 1980. Au cours de sa carrière, elle a vendu plus de trente millions de disques dans le monde et son plus grand succès demeure Maria Magdalena, écoulé à plus de cinq millions d'exemplaires (dont 404 000 en France). D'autres singles ont également eu un grand succès international : In the Heat of the Night, Innocent Love, Hi! Hi! Hi!, Everlasting Love, Heaven Can Wait, Secret Land, We'll Be Together, Around My Heart et Hiroshima.
Dans les années 1990, elle participe à la formation musicale Enigma créée par son mari de l'époque Michael Cretu, qui obtiendra un succès international. On entend sa voix sur plusieurs singles d'Enigma, notamment Sadeness, Mea Culpa ou Return to Innocence, où on peut[style à revoir] l'entendre chanter quelques phrases, parfois en français.
Sandra continue de sortir régulièrement des disques depuis les années 1980[source secondaire souhaitée], malgré une pause volontaire de 1995 à 2002 pour des raisons familiales[source secondaire souhaitée]. Si la chanteuse est loin des scores de ventes qu'elle faisait dans les années 1980, elle conserve toutefois un public fidèle[source secondaire souhaitée] et on[Qui ?] estime ses ventes pour chaque album entre 40 000 et 60 000 copies[source secondaire souhaitée].

## Biographie

### Enfance et débuts
Sandra Ann Lauer naît le 18 mai 1962 à Sarrebruck dans la Sarre. Elle a la nationalité germano-française. Son père, Robert Lauer, est français : elle possède donc la double nationalité[source insuffisante].
En 1974, elle commence sa carrière  grâce à un radio-crochet dans sa ville natale. Andy mein Freund est son premier titre, en hommage à son chien Andy[source secondaire souhaitée]. En 1978, elle remplace l'une des trois chanteuses du groupe Arabesque, qui connaît alors déjà un important succès, notamment au Japon. Arabesque aura produit une dizaine d'albums.[réf. souhaitée]

### Carrière solo et succès
C'est lors d'une tournée au Japon qu'elle fait la rencontre du claviériste du groupe, Michael Cretu.[réf. souhaitée]
En 1984, le groupe se sépare et elle commence alors une carrière solo qui se solde par un échec : la reprise en allemand de Big in Japan d'Alphaville, intitulée Japan ist weit (clin d'œil à son succès au Japon).[réf. souhaitée]
Mais, à l'occasion de Noël 1984, Michael Cretu lui compose la chanson (I'll Never Be) Maria Magdalena, sortie en mars 1985, qui devient son plus grand succès international.
Les albums s'enchaînent ensuite et durant les années 1980 et jusqu'au début des années 1990, elle cumule les succès internationaux avec plusieurs singles, tels que : In the Heat of the Night (1985), 5e du Top 50, Innocent Love (1986), 10e du Top 50, Hi! Hi! Hi! (1986), 13e du Top 50, Everlasting Love (1987), 12e du Top 50, Heaven Can Wait (1988), 6e du Top 50, Secret Land (1988), 26e du Top 50, We'll Be Together (1989), 13e du Top 50, Around My Heart (1989), 28e du Top 50, Hiroshima (1990), 16e du Top 50, mais aussi (Life May Be) A Big Insanity (1991), 41e du Top 50 ou encore Don't Be Aggressive (1993), 39e du Top 50. Elle est aussi classée avec Enigma, dont Sadeness (1990), 1re du Top 50 pendant cinq semaines, Mea Culpa (1991), 4e du Top 50, Principles of Lust (1991), 29e du Top 50, Return to Innocence (1994), 7e du Top 50 ou encore Beyond the Invisible (1995), 30e du Top 50. Maria Magdalena et Sadeness seront respectivement classés numéro 1 dans 24 et 38 pays.
L'album MCMXC a.D. d'Enigma s'écoule à 14 millions d'exemplaires dans le monde. Il est disque de diamant en France. Sous son propre prénom, Sandra, en France, sa plus forte vente reste l'album Into a Secret Land, double disque de platine, mais aussi la compilation 18 Greatest Hits qui s'écoule à 400 000 exemplaires. Il faut dire que sur 18 titres, 13 sont entrés au Top 50.
L'album de 1992, Close to Seven, est empreint des sonorités de l'autre production importante de Michael Cretu, Enigma. Dès lors, Sandra se fait beaucoup plus discrète, ayant donné la priorité à sa vie privée : elle met au monde des jumeaux, Nikita et Sebastian, le 6 juillet 1995, dans un hôpital de Munich. Elle rejoint cependant régulièrement son mari pour prêter sa voix aux albums d'Enigma.[réf. souhaitée]
Depuis les années 2000, elle est de nouveau assez active, sortant un album en 2002 (dont sont extraits trois singles).[réf. souhaitée]
En 2005, la chanteuse surprend son monde en sortant un duo avec Dj Bobo (numéro 1 en France avec son titre estival Chihuahua). En effet, ils se sont rencontrés lors d'une cérémonie de remise de prix et le courant est aussitôt passé. Ils décident d'enregistrer deux titres ensemble dont l'un fait l'objet d'une sortie en single. Il s'intitule Secrets of Love. C'est un retour au succès pour la chanteuse qui se classe 5e en Suisse, 13e en Allemagne mais aussi en Autriche (Top 39) et en Pologne (Top 24).[réf. souhaitée]
Le 31 octobre 2007, Sandra annonce son divorce. Elle fait son retour musical avec un nouvel album, The Art of Love (en). Les sonorités sont plus soft et lounge (deux singles sortis à ce jour). C'est le premier album de sa carrière solo non produit par Michael Cretu. Il rencontre le succès dans son pays natal, l'Allemagne, et dans les pays germanophones.
Le single All You Zombies (en) montre de fortes influences du groupe suédois Ace Of Base, notamment la rythmique du titre The Sign.[réf. souhaitée]
En 2009, elle sort un nouvel album : Back to Life (en). Le premier single, In a Heartbeat, arrive 59e dans le classement allemand tandis que le second, The Night Is Still Young, en duo avec Thomas Anders (le chanteur du groupe Modern Talking), arrive 45e. Mais cet album ne rencontre pas vraiment un véritable succès comme ceux des années 1980 et début 1990, et beaucoup moins que le précédent de 2007.[réf. souhaitée]
Au printemps 2010, elle épouse Olaf Menges, qu'elle a rencontré fin 2007 à Ibiza. Le couple se sépare en 2014.[réf. souhaitée]
En 2011, elle participe aux Echo Awards en Allemagne (sans nomination). La même année, elle enregistre un nouvel album dans le style des années 1980 avec Hubert Kah.[réf. souhaitée]
L'album Stay in Touch sort le 26 octobre 2012. La critique salue ce retour et les ventes suivent également. La chanteuse pousse même l'histoire jusqu'à reprendre un air bien connu d'un de ses tubes en 1985 « Maria Magdalena » pour en faire Kings & Queens. Maybe Tonight est le premier extrait, suivra ensuite Infinite Kiss. L'album est produit par Blank and Jones dont la particularité est de reprendre les artistes des années 1980. En parallèle, elle donne des concerts dans les pays de l'Est et participe à des émissions de télévision dédiées aux années 1980, dont elle est devenue une chanteuse culte.
En 2015, l'auteur français Patrick Loubatière lui consacre un ouvrage, Sandra de A à Z, dans la collection Forever.
En 2016, la chanteuse commence l'année par une série de concerts aux États-Unis et continue de se produire régulièrement en Europe de L'Est. Elle sort une compilation en juin où l'on retrouve ses plus grands succès avec pour l'édition Deluxe un DVD de 26 clips. La liste de chansons de cette compilation a fait l'objet, au préalable, d'un choix des fans désirant s'exprimer sur les titres à y mettre, outre les incontournables. Le Japon continue également à faire éditer des compilations de la chanteuse sur son premier groupe « Arabesque », la dernière en date étant en 2015. Il s'agit d'un coffret Arabesque Complete Box qui reprend tous les disques 33 tours en format CD.[réf. souhaitée]

## Vie privée
Le 7 janvier 1988, elle se marie avec le compositeur d'origine roumaine Michael Cretu avec qui elle a eu des jumeaux, Nikita et Sebastian. Ils se séparent en 2007.

## Discographie

### Albums
- 1985 : The Long Play
- 1986 : Mirrors
- 1988 : Into a Secret Land (en)
- 1990 : Paintings in Yellow (en)
- 1992 : Close to Seven (en)
- 1995 : Fading Shades (en)
- 2002 : The Wheel of Time (en)
- 2007 : The Art of Love (en)
- 2009 : Back to Life (en)
- 2012 : Stay in Touch (de) (édition simple 1 CD, édition de luxe 2 CD - 26 octobre 2012).

### Compilations
- 1987 : Ten On One (en) (best of The Long Play et Mirrors + 2 titres inédits : Everlasting Love et Stop for a minute)
- 1987 : Everlasting Love (en) (compilation sortie uniquement au Royaume-Uni et aux États-Unis)
- 1993 : Greatest Hits (en) (compilation)
- 1999 : My Favourites (en) (compilation 2 CD)
- 2003 : The Essential (compilation réédition Greatest hits)
- 2006 : Reflections (en) (compilation)
- 2007 : Reflections (compilation édition française, inclus 3 bonus tracks)
- 2009 : Platinum Collection (en) (compilation 3 CD)
- 2012 : So80s (compilation 2 CD)
- 2016 : Very Best Of, édition simple 2 CD, édition de luxe 2 CD + 1 DVD de 26 clips (6 juin 2016).

### Singles
- 1976 : Andy mein freund (en)
- 1984 : Sekunden"
- 1984 : Japan ist weit
- 1985 : (I'll Never Be) Maria Magdalena
- 1985 : In the Heat of the Night
- 1986 : Little Girl (en)
- 1986 : Innocent Love
- 1986 : Hi! Hi! Hi!
- 1986 : Loreen (en)
- 1987 : Midnight Man (en)
- 1988 : Everlasting Love
- 1988 : Stop for a Minute (en)
- 1988 : Heaven Can Wait (en)
- 1988 : Secret Land (en)
- 1988 : We'll Be Together (en)
- 1988 : Around My Heart (en)
- 1990 : Hiroshima
- 1990 : (Life May Be) A Big Insanity (en)
- 1990 : One More Night (en)
- 1992 : Don't Be Aggressive (en)
- 1992 : I Need Love
- 1993 : Johnny Wanna Live (en)
- 1993 : Maria Magdalena '93
- 1995 : Nights in White Satin
- 1995 : Won't Run Away
- 1999 : Secret Land '99
- 2001 : Forever (en)
- 2002 : Such a Shame
- 2002 : I Close My Eyes (en)
- 2006 : Secrets of Love (en) (avec DJ BoBo)
- 2007 : The Way I am (en)
- 2007 : In the heat of the night 2007 (remixed par Superfunk)
- 2007 : What Is It About Me
- 2009 : In a Heartbeat (en)
- 2009 : The Night Is Still Young (en) (avec Thomas Anders)
- 2012 : Maybe Tonight (produit par Blank and Jones)
- 2012 : Infinite Kiss (uniquement en téléchargement)

### DVD
- 2003 : The Complete History